# Achilia quarantena
Achilia quarantena (лат.) — вид мелких жуков-ощупников рода Achilia из подсемейства Pselaphinae (Staphylinidae). Эпитет этого нового вида относится к пандемии COVID-19 и периодам карантина, во время которого это исследование было проведено авторами.

## Распространение
Чили (Южная Америка).

## Описание
Мелкие коротконадкрылые жуки—ощупники. Длина тела 1,45—1,60 мм. Голова субпрямоугольной формы со слегка выпуклой затылочной областью и лбом, боковая часть последней слегка уплощена; лоб и лобная доля пунктированные, разделенные неглубокой поперечной бороздой; височные углы вытянуты в длинный шиповидный отросток, направленный вверх. Усики со скапусом и педицелем заметно длиннее своей ширины; антенномеры III—VIII шире своей длины; антенномер IX шире VIII, немного шире своей длины; антенномер X примерно такой же ширины, как IX, а его длина больше ширины; антенномеры IX и X несут несколько бугорков, их медиодистальный край с тремя выступающими бугорками, каждый с тонкой загнутой щетинкой; антенномер XI умеренно удлиненный, короче IX—X вместе взятых, на его поверхности есть несколько бугорков. Основная окраска красновато-коричневая. Голова с парой вершинных ямок.